# Municipio de Solon (condado de Leelanau)
El municipio de Solon (en inglés: Solon Township) es un municipio ubicado en el condado de Leelanau en el estado estadounidense de Míchigan. En el año 2010 tenía una población de 1509 habitantes y una densidad poblacional de 19,65 personas por km².

## Geografía
El municipio de Solon se encuentra ubicado en las coordenadas 44°49′25″N 85°46′16″O / 44.82361, -85.77111. Según la Oficina del Censo de los Estados Unidos, el municipio tiene una superficie total de 76.79 km², de la cual 68,36 km² corresponden a tierra firme y (10,97 %) 8,43 km² es agua.

## Demografía
Según el censo de 2010, había 1509 personas residiendo en el municipio de Solon. La densidad de población era de 19,65 hab./km². De los 1509 habitantes, el municipio de Solon estaba compuesto por el 96,75 % blancos, el 0,33 % eran afroamericanos, el 1,19 % eran amerindios, el 0,53 % eran asiáticos, el 0,07 % eran de otras razas y el 1,13 % eran de una mezcla de razas. Del total de la población el 0,53 % eran hispanos o latinos de cualquier raza.